# هافلشکل
هافلشکل (به لاتین: Hoffellsjökull) یک منطقهٔ مسکونی در ایسلند است که در Sveitarfélagið Hornafjörður, Eastern Region (Iceland) واقع شده‌است.